# Douglas Slocombe
Douglas Slocombe, född 10 februari 1913 i London, död 22 februari 2016 i London, var en brittisk filmfotograf, känd för såväl sin verksamhet vid Ealing Studios under 1940- och 1950-talen som för sin medverkan som fotograf i tre Indiana Jones-filmer. Han vann BAFTA:s pris 1964 för filmen Betjänten (1963), 1975 för filmen Den store Gatsby (1974) och 1979 för filmen Julia (1977). Han Oscar-nominerades 1972 för filmen Resor med moster Augusta, 1977 för filmen Julia och 1981 för filmen Jakten på den försvunna skatten.

## Tidigt liv
Slocombe föddes den 10 februari 1913 i London som son till journalisten George Slocombe (1894–1963) som var Pariskorrespondent på tidningen Daily Herald och Slocombe bodde därför under en del av sin uppväxt i Frankrike och återvände till Storbritannien under början av 1930-talet.
Slocombes planer var att bli fotojournalist efter att ha bevittnat tidiga händelser som ledde till andra världskrigets utbrott. När han 1939 fotograferade det växande hatet mot judar i Danzig, fick han i uppdrag av den amerikanske filmaren Herbert Kline att medverka i produktionen av dokumentären Lights Out, för vilket han arresterades. Han var i Warszawa med en kamera den 1 september 1939 då Tyskland anföll Polen. Med hjälp av Kline flydde han och återvände till London via Lettland och Stockholm.

## Senare liv
Slocombe bodde den sista tiden av sitt liv i West London med sin dotter som är hans enda barn. Trots att han var blind, kunde han medverka i intervjuer, bl.a. intervjuades han av David A. Ellis i boken Conversations with Cinematographers 2011, av BBC och fransk TV om invasionen av Polen 1939 2014 och brittisk filmhistoria 2015.
Slocombe avled på ett sjukhus i London av komplikationer efter ett fall 12 dagar efter att ha fyllt 103 år.

## Utmärkelser
- Officer av Brittiska imperieorden

[Redigera Wikidata]